# ルパート・ギネス (第2代アイヴァー伯爵)

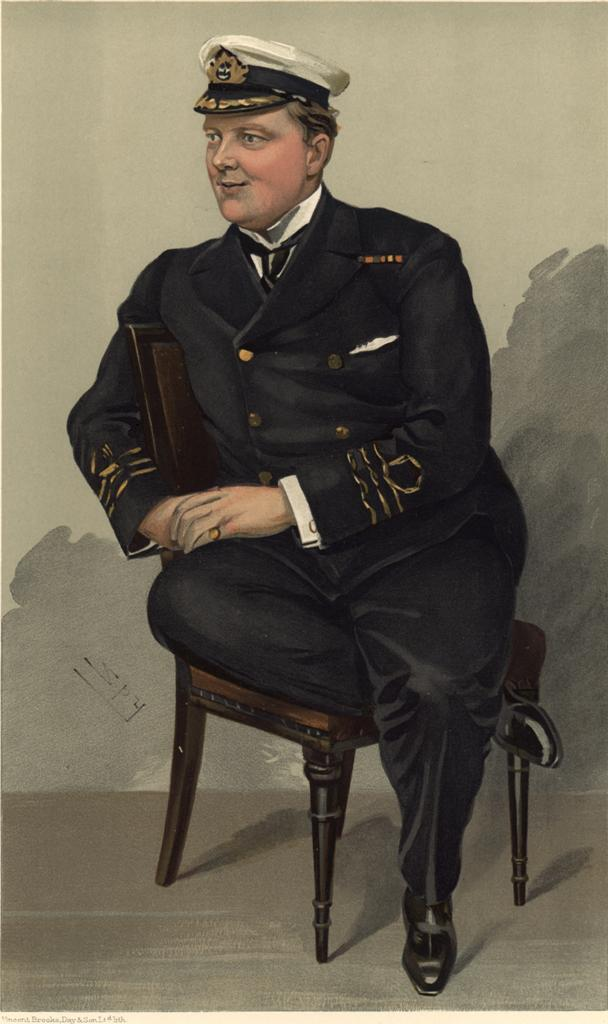
1905年のバニティ・フェア誌に描かれたルパート・ギネスの似顔絵（レスリー・ウォード画）

第2代アイヴァー伯爵ルパート・エドワード・セシル・リー・ギネス（英語: Rupert Edward Cecil Lee Guinness, 2nd Earl of Iveagh, KG, CB, CMG, FRS, DL、1874年3月29日 - 1967年9月14日）は、イギリスの実業家、政治家、慈善家、貴族。
ビール醸造会社ギネスの会長である初代アイヴァー伯爵エドワード・ギネスの長男として生まれ、1927年の父の死後に事業を継承し、1962年まで経営を見た。
父が伯爵に叙された1919年から自身が爵位を継承する1927年にかけてはエルブデン子爵（Viscount Elvede）の儀礼称号で称された。

## 経歴
1874年3月29日に初代アイヴァー伯爵エドワード・ギネスとその妻アデレイド(リチャード・サミュエル・ギネスの娘)の長男として生まれた。初代モイン男爵に叙されるウォルター・ギネスは弟である。ギネス家はビール醸造会社ギネスの創設者として知られるアングロ・アイリッシュの財閥である。
イートン校を経てケンブリッジ大学トリニティ・カレッジへ進学。失読症を患っていたため、成績はいつも悪かったが、人望はあったという。
19世紀末には第二次ボーア戦争に従軍し、殊勲者公式報告書に名前が載った。しかし赤痢と腸チフスを患ったため、途中で帰国した。
1903年に第4代オンズロー伯爵ウィリアム・オンズローの娘グウェンドリン・フロレンス・メアリー・オンズローと結婚した後、夫妻そろって貧困層救済の社会運動に取り組むようになり、7年にわたってショアディッチのスラム街で生活した。そのため長男リチャードは不衛生な環境の中で生まれて生後36時間で死亡した。
ロンドン市議会議員を経て、1908年8月にハガーストン選挙区から選出されて統一党(保守党)所属の庶民院議員となる。1910年1月の総選挙で議席を失ったが、1912年3月には南東エセックス選挙区から選出されて再び庶民院議員となる。
第一次世界大戦中は王立海軍に予備役の少佐として勤務した。
1918年12月にはサウスエンド選挙区に転じ、1927年10月に襲爵して貴族院議員に転じるまで務めた。1927年10月に父が死去すると第2代アイヴァー伯爵位とギネス会長職を継承した。
就任早々の1929年10月にニューヨーク株式市場の暴落に端を発する世界大恐慌が始まり、ギネスの売り上げも1932年時点で1927年時の水準の半分にまで落ち込んだ。
しかし1933年にアメリカで禁酒法が撤廃されアメリカ市場が回復したこと、またギネスが広告代理店SHベンソン社を起用して本格的な広告を開始したことで売り上げは再び伸びるようになり、1939年時点での売り上げは1914年時の倍になっていた。
第二次世界大戦がはじまると政府による統制強化と物資欠乏でギネスの売り上げは再び激減。ドイツ軍の空襲でギネスのパーク・ロイヤルの工場の施設が破壊されるなど直接的な打撃も受けた。またルパートの法定推定相続人だった次男エルブデン子爵アーサーが従軍して戦死した。
1946年に補佐役だったベン・ニューボルドが死去し、以降ヒュー・ビーヴァーを補佐役に得た。彼の主導の下にギネスは戦後情勢に合わせた様々な改革を実施し、再び急速な成長をとげた。
とりわけ宣伝手法の改革・開発に力を入れた。1950年代初頭にはアーサー・フォーセットの主導でギネス・スタウトのミニボトルを大量に配布した。このミニボトルに人気が出たことでギネスの知名度も上がった。1954年と1955年には連絡をくれれば記念品を配布する旨の手紙を入れたギネスのミニ・ボトルを5万本も海に流して話題となった（さらに1959年のギネス創業200周年記念では15万本流した）。1955年9月22日に英国で初めて商業テレビが始まった際にはギネスもCMを出した。また1954年にはヒュー・ビーヴァーの主導で様々な世界一を記録するギネスブックをギネスの宣伝目的で出版した。この本もギネスの知名度を大幅に上げた。
ラガー市場が成長してくる中の1959年、スタウトしか作らないとした創設者アーサー・ギネスの決定を覆す形でギネスでもラガーを創ることを決定した。このギネス製ラガーは大成功をおさめ、ハープ・ラガーと呼ばれるようになった。
88歳の時の1962年にギネス会長を引退し、戦死した次男エルブデン子爵の遺児ベンジャミン・ギネスに事業をゆだねた。
1967年9月14日に死去した。爵位もベンジャミンに継承された。

## 栄典

### 爵位・準男爵位
1927年10月7日の父エドワード・ギネスの死により以下の爵位・準男爵位を継承した。
- 第2代アイヴァー伯爵 (2nd Earl of Iveagh)
(1919年9月30日の勅許状による連合王国貴族爵位)
- ダウン県におけるアイヴァーの第2代アイヴァー子爵 (2nd Viscount Iveagh, of Iveagh in County Down)
(1905年12月18日の勅許状による連合王国貴族爵位)
- サフォーク州におけるエルブデンの第2代エルブデン子爵 (2nd Viscount Elveden, of Elveden in the County of Suffolk),
(1919年9月30日の勅許状による連合王国貴族爵位)
- ダウン県におけるアイヴァーの第2代アイヴァー男爵 (2nd Baron Iveagh, of Iveagh in County Down)
(1891年1月19日の勅許状による連合王国貴族爵位)
- （ダブリン県におけるキャッスルノックの）第2代準男爵 (2nd Baronet "of Castleknock, co. Dublin")
(1885年5月27日勅許状による連合王国準男爵位)

### 勲章
- 1901年、 聖マイケル・聖ジョージ勲章コンパニオン(CMG)[1][4]
- 1911年、 バス勲章コンパニオン(CB)[1][4]
- 1955年、 ガーター勲章(KG)[1][4]

### その他
- 1964年、王立協会フェロー(FRS)[4]
- サリー州およびサフォーク州副統監(DL)[1][4]

## 家族
1903年10月8日に第4代オンズロー伯爵ウィリアム・オンズローの娘グウェンドリン・フロレンス・メアリー・オンズロー(Gwendolen Florence Mary Onslow, 1874-1967)と結婚した。グウェンドリンはルパートが1927年に貴族院議員への転任で庶民院議員で無くなった後に夫のサウスエンド選挙区から庶民院議員に選出されている。グウェンドリンとの間に以下の5子を儲けた。
- 第1子(長男)リチャード・ギネス (Richard Guinness, 1906) 夭折
- 第2子(長女)オナー・ドロシー・メアリー・ギネス (Honor Dorothy Mary Guinness)ヘンリー・キャノン（英語版）、ついでFrantisek Václav Svejdarと結婚
- 第3子(次男)アーサー・オンズロー・エドワード・ギネス (Arthur Onslow Edward Guinness, 1912-1945) 儀礼称号でエルブデン子爵。陸軍少佐。第二次世界大戦で戦死
- 第4子(次女)パトリシア・フロレンス・スーザン・ギネス (Patricia Florence Susan Guinness, 1918-2001) 初代マートンのボイド子爵（英語版）アラン・レノックス＝ボイド（英語版）と結婚
- 第5子(三女)ブリジッド・キャサリン・レイチェル・ギネス（英語版）(Brigid Katherine Rachel Guinness, 1920-1995) 最後のドイツ皇太子ヴィルヘルムの息子フリードリヒ、ついでアンソニー・ニースと結婚